# Бровник одноклубневый
Бро́вник одноклу́бневый (лат. Herminium monorchis) — вид многолетних травянистых растений рода Бровник (Herminium) семейства Орхидные (Orchidaceae).
Вид под текущим таксономическим названием был описан в 1813 году английским ботаником Робертом Броуном в труде Hortus Kewensis. Типовой экземпляр находится в Лондоне.

## Ботаническое описание

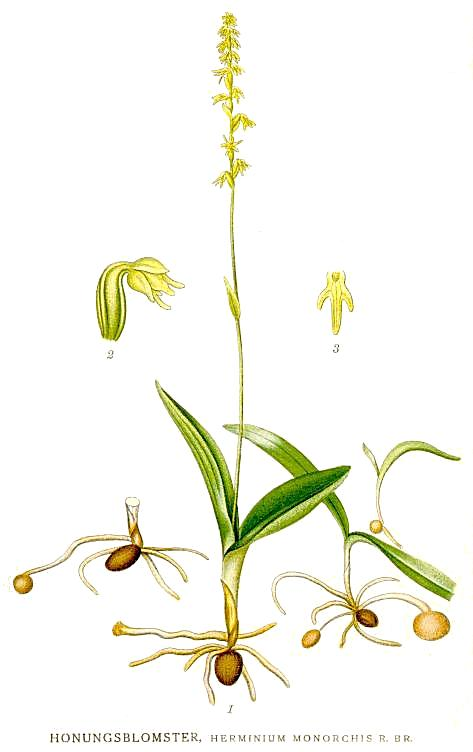
Бровник одноклубневый (Herminium monorchis).

Многолетнее травянистое растение с одиночным шаровидным клубнем диаметром 5—8 мм. Стебель высотой 8—25 см, при основании покрыт бурыми чешуевидными листьями. Молодые клубни развиваются на концах подземных побегов. Листья сидячие, количеством 2—3; пластинки листьев 2—10 см длиной и 1—2 см шириной, острые, продолговато-яйцевидные либо ланцетные.
Соцветие рыхлое, 8—10 см длиной. Цветки желтовато-зелёные, мелкие, поникающие, с сильным запахом мёда. Энтомофил (опыляется насекомыми из отряда Перепончатокрылые: семейства бракониды, муравьи, осами; самоопыление отсутствует). Прицветники линейно-ланцетные либо линейные, заострённые, их длина меньше длины завязи или почти равна ей. Листочки околоцветника 2—3 мм длиной, яйцевидно-ланцетные, тупые; два внутренних листочка почти копьевидные, немного длиннее наружных, имеют сходство с губой. Губа 3-лопастная, около 3,5 мм длиной; лопасти линейные, средняя лопасть значительно длиннее и толще боковых. Цветёт в июне-июле, плодоносит в июле-августе.
Плод — коробочка. Семена вытянутые. Зародыш никогда не касается стенок семени. Также может размножаться вегетативно.
Число хромосом: 2n = 40.

## Синонимика
По информации базы данных The Plant List, в синонимику вида входят следующие названия:
- Arachnites monorchis (L.) Hoffm.
- Epipactis monorchis (L.) F.W.Schmidt
- Herminium alaschanicum var. tanguticum Maxim.
- Herminium clandestinum Gren. & Godr., nom. illeg.
- Herminium tanguticum (Maxim.) Rolfe
- Monorchis herminium O.Schwarz
- Ophrys herminium Gren., nom. inval.
- Ophrys monorchis L.
- Ophrys triorchis St.-Lag.
- Orchis herminium Gren., nom. inval.
- Orchis monorchis (L.) Crantz
- Orchis monorchis (L.) All.
- Satyrium monorchis (L.) Pers.

## Экология и распространение
Обитает на сыроватых и заболоченных лугах, по берегам рек, на болотах, на засоленных почвах.
В России встречается в европейской части, Сибири, на Дальнем Востоке. За пределами России произрастает в Скандинавии, Средиземноморье, Гималаях, Японии и Китае, на Балканском полуострове и в Тибете.

## Охранный статус
В России вид занесён в ряд региональных Красных книг субъектов РФ. Ранее включался в Красные книги Владимирской области и Рязанской области.
Вне России охраняется на Украине, в Белоруссии, Литве, Латвии, Эстонии. Включён в Приложение II СИТЕС.